# Vladimir
Vladimir je moško osebno ime.

## Izvor imena
Ime Vladimir je slovanskega izvora. Sestavljeno je iz dveh besd »vladati« in »mir«. Ime Vladimir pomeni vladati veličastno ali vladati v miru. Po mnenju etimologa F. Miklošiča je ime Vladimir nastalo iz dveh besed; beseda mir je nastala iz starejše besede mer v pomenu »slaven, velik«, drugi del pa iz besede volod v pomenu »vladati«.

## Slovenske izpeljanke imena
- moške oblike imena: Ladislav, Ladko, Lado, Vladan, Vlade, Vladi, Vladislav, Vlatko, Vladomil, Vladomir, Vladovoj,
- ženska oblika imena: Vladimira

## Tujejezikovne oblike imena
- pri Hrvatih in Srbih: Vladan, Vlade ,Vlajko, Vlatko
- pri Litvancih: Vladymieras
- pri Rusih: Vladimêr

## Pogostost imena
Po podatkih Statističnega urada Republike Slovenije je bilo na dan 31. decembra 2007 v Sloveniji 5.049 oseb z imenom Vladimir.

## Osebni praznik
Vladimir praznuje god 15. julija.

## Znane osebe
- Vladimir Putin, ruski predsednik
- Vladimir Aleksandrovič Albicki, ruski astronom
- Vladimir Semjonovič Antonov, ruski general
- Vladimir Bartol, slovenski pisatelj
- Vladimir Oravsky, švedski pisatelj

## Zanimivost
Vladimir je bilo ime knezu sv. Vladimirju Svjastoslaviču, ki je združil »Kijevsko Rusijo« jo ozemeljsko močno razširil in leta 988 uvedel grško ortodoksno krščanstvo.